# 斯代羅特戰役
斯代羅特戰役（希伯來語：‎，阿拉伯语：‎），是2023年以色列—哈馬斯戰爭的戰役之一。從2023年10月7日開始，哈馬斯對以色列南部區發動大規模襲擊。以色列城鎮斯代羅特位於以色列和加沙地帶邊境附近，在加沙—以色列衝突期間經常成為火箭彈襲擊和入侵的目標。

## 哈馬斯入侵
2023年10月7日，來自加沙走廊的哈馬斯武裝份子入侵該鎮，與當地警察部隊和平民交火。在該突襲中，許多平民在街上和家中被殺害。
最終，入侵者制服駐防部隊並佔領當地警察局的屯駐地，造成包括警察和平民約30人死亡。以色列國防軍增援部隊抵達後，包圍了警察局並重新控制該局，殺死至少10名哈馬斯武裝分子。以色列國防軍為了清除斯代羅特警察局內的殘餘敵人，他們用槍和推土機把整個建築物一併毀掉。
10月8日晚，斯德洛特市政府公佈了在襲擊中喪生的以色列國防軍、以色列警察和消防人員的名單。
被哈馬斯武裝份子殺害的人中還有迦特鎮消防局的指揮官。

## 以色列重新控制斯代羅特
到10月8日，以色列軍隊重新控制斯代羅特。然而，以色列軍隊繼續在以色列南部（包括馬根）與哈馬斯武裝分子交戰，斯代羅特和其他地區偶爾聽到槍聲，以色列軍隊正在該地區掃蕩，尋找任何剩餘的哈馬斯入侵者。在疑似入侵事件發生後，當局命令斯代羅特以及鄰近的基布茲梅法爾西姆居民待在家裏。

## 火箭襲擊
10月7日凌晨，加沙向以色列發射了第一輪火箭襲擊，襲擊了遠至特拉維夫的幾座以色列城市，但斯代羅特沒有被擊中。然而第二天，哈馬斯的卡桑旅發動更多攻擊，聲稱向斯代羅特發射了100枚火箭彈。火箭彈觸發了斯代羅特和加沙邊境附近其他以色列社區的火箭預警系統。紅大衛盾會報告稱，10月8日稍早時，斯代羅特一名以色列人被火箭嚴重炸傷。